# Летњи интермецо
Летњи интермецо је други студијски албум српског поп певача Жељка Васића, издат 2013. године за Сити Рекордс. На албуму се налазе дуети Зањиши куковима са Цвијомj, Аустралија и Америка са Дадом Глишићем, и Извини са Недом Украден. Снимљени су спотови за Аустралија и Америка, Жељо моја једина, Воли ме и не воли ме, и Зањиши куковима која је била велики хит и у споту за ову песму појавио се манекен Филип Панајтовић.

## Списак песама
| №  | Назив                | Трајање |  |
| 1. | Погледај             |         |  |
| 2. | Хоћу да ти кажем     |         |  |
| 3. | Аустралија и Америка |         |  |
| 4. | Зањиши куковима      |         |  |
| 5. | Извини               |         |  |
| 6. | Воли ме и не воли ме |         |  |
| 7. | Жељо моја једина     |         |  |
| 8. | Окренућу свет        |         |  |
| 9. | Заувек               |         |  |